# Viggo Dam Nielsen
Viggo Dam Nielsen (født 21. december 1938, død 24. september 2016) var en dansk officer.
Han blev først mathelev inden for radio- og radarteknik og gennemgik fra 1962 til 1965 Flyvevåbnets Officersskole som deltager i det første hold, der ikke alene omfattede piloter. Han kom dernæst til tjeneste ved Luftværnsgruppen, hvorfra han i 1970 kom til Forsvarsakademiet for at studere til elektroingeniør. Fra 1974 til 1976 var Nielsen chef for NIKE Eskadrille 534 ved Tune. Herfra blev han befalet til tjeneste i Flyvematerielkommandoen, hvor han arbejdede i Centralledelsen. I 1980-81 var Nielsen elev ved US Naval Post Graduate School og modtog her en Master i Management.
Nielsen blev derpå chef for Forsvarsstabens Materielplanlægningssektion. I 1986 blev Nielsen udnævnt til oberst og indsat som chef for Kontrol- og Varslingsgruppen, men allerede året efter, i 1987 blev han overført til tjeneste som stabschef ved Flyvertaktisk Kommando. Viggo Dam Nielsen var her den første officer, der beklædte stillingen som stabschef ved Flyvertaktisk Kommando uden at være pilot.
Den 1. januar 1989 blev han udnævnt til generalmajor og chef for Flyvematerielkommandoen, hvilket han var frem til sin pensionering 1. januar 1999. I forbindelse med større anskaffelser til Flyvevåbnet kan det nævnes, V. D. Nielsen i Pentagon den 10. september 1997 underskrev et Memorandum of Understanding for dansk deltagelse i Joint Strike Fighter programmet. Det udmundede sig senere i en bestilling af 27 stk.  F-35 fly til afløsning af F-16. Den 7. april 2021 blev det første F-35 fly overleveret til Flyvevåbnet ved en ceremoni hos Lockheed Martin i Ft. Worth, Texas.   Straks efter V.D. Nielsens pensionering fik han ansættelse i firmaet Terma, som fremstiller våbensystemer. Han har også været Executive Vice President and Director hos Rovsing A/S. 
Viggo Dam Nielsens involvering i fire store milliardhandler, hvor Materielkommandoen i flere tilfælde blev kritiseret for at afgive unøjagtige oplysninger til beslutningstagerne, blev siden mødt med kritik fra politisk side, og opmærksomheden blev henledt på officerer i mulige dobbeltroller mellem Forsvaret og erhvervslivet.

## Dekorationer
- Kommandør af 1. grad af Dannebrogordenen (27. maj 1996)
- Hæderstegnet for god tjeneste ved Flyvevåbnet